# Novooleksiivka, Bratske
Novooleksiivka (în ucraineană Новоолексіївка) este un sat în așezarea urbană Bratske din regiunea Mîkolaiiv, Ucraina.

## Demografie
Componența lingvistică a localității Novooleksiivka
     Ucraineană (89,47%)
     Română (10,53%)
Conform recensământului din 2001, majoritatea populației localității Novooleksiivka era vorbitoare de ucraineană (89,47%), existând în minoritate și vorbitori de română (10,53%).